# Европейские игры мастеров
Европейские игры мастеров (ветеранов) (англ. European Masters Games (EMG)) — спортивное соревнование для людей 30—35 лет или старше, состоящее из летних видов спорта. Проводятся с 2008 года раз в четыре года Европейской ассоциацией мастеров спорта (англ. European Masters Sports Association (EMSA)).

## Соревнования
| №   | Год  | Дата                      | Страна  | Город              |
| --- | ---- | ------------------------- | ------- | ------------------ |
| I   | 2008 | 29 августа — 7 сентября   | Швеция  | Мальмё             |
| II  | 2011 | 10 сентября — 20 сентября | Италия  | Линьяно-Саббьядоро |
| III | 2015 | 1 октября — 10 октября    | Франция | Ницца              |
| IV  | 2019 | 26 июля — 4 августа       | Италия  | Турин              |

## EMG 2008
Первые Европейские игры мастеров прошли в городе Мальмё, Швеция.
3022 спортсмена соревновались по 18 видам спорта:
- Американский футбол
- Бадминтон
- Борьба
- Волейбол
- Гандбол
- Гольф
- Карате
- Лёгкая атлетика
- Настольный теннис
- Пляжный волейбол
- Пул
- Регби
- Сквош
- Спортивное ориентирование
- Стрельба из лука
- Фехтование
- Флорбол
- Футбол

## EMG 2011
Основная статья: Европейские игры мастеров 2011 (англ. 2011 European Masters Games)
Вторые Европейские игры мастеров прошли в городе Линьяно-Саббьядоро, Италия.
3740 спортсменов из 56 стран соревновались по 20 видам спорта, в том числе в паралимпийских дисциплинах:
- Академическая гребля
- Велоспорт
- Гандбол
- Гольф
- Гребля на байдарках и каноэ
- Дзюдо
- Лёгкая атлетика
- Мини-футбол
- Парусный спорт
- Пляжный волейбол
- Спортивное ориентирование
- Спортивный бальный танец
- Стендовая стрельба
- Стрельба из лука
- Триатлон
- Тхэквондо
- Тяжёлая атлетика

## EMG 2015
Третьи Европейские игры мастеров прошли в городе Ницца, Франция.
7200 спортсменов соревновались по 27 видам спорта:
- Академическая гребля
- Бадминтон
- Баскетбол
- Волейбол
- Гандбол
- Гребля на байдарках
- Дзюдо
- Карате
- Лёгкая атлетика
- Настольный теннис
- Пляжный волейбол
- Плавание
- Регби
- Сквош
- Спортивное ориентирование
- Спортивный бальный танец
- Стрельба из лука
- Теннис
- Трековый велоспорт
- Тхэквондо
- Тяжёлая атлетика
- Фехтование
- Футбол
- Шоссейный велоспорт

## EMG 2019
Четвёртые Европейские игры мастеров пройдут в Турине, Италия.